# Ilhas Salomão nos Jogos Olímpicos de Verão de 1996
Ilhas Salomão participou dos Jogos Olímpicos de Verão de 1996 em Atlanta, Estados Unidos.